# Martin Fleischmann
Martin Fleischmann (Karlovy Vary, 29 marzo 1927 – Tisbury, 3 agosto 2012) è stato un chimico ceco, noto soprattutto per avere enunciato il 23 marzo 1989 la scoperta della fusione fredda insieme a Stanley Pons, un suo ex studente, all'università dello Utah.
Poco tempo dopo l'annuncio della scoperta iniziarono ad emergere nella comunità scientifica diversi dubbi circa la reale consistenza e addirittura esistenza del fenomeno, soprattutto poiché spesso risultava non riproducibile.

## Biografia
Nel 1992 si trasferì in Francia ove lavorò per una società collegata con la Toyota.
La coppia si separò nel 1995 e Fleischmann ritornò a Southampton dove rimase sino al 1999 a lavorare per la D2Fusion.
Morì nel 2012 all'età di 85 anni, per complicazioni della malattia di Parkinson. Ebbe tre figli.